# Jesús Cilla
Jesús Antonio Cilla Rubio, (nacido el 10 de enero de 1977 en Zaragoza, Aragón) es un exjugador de baloncesto español. Con 1.96 de estatura, su puesto natural en la cancha era el de alero.

## Trayectoria
- CB Zaragoza. Categorías inferiores
- CB Monzón (1995-1996)
- Centro Natación Helios (1996-1998)
- Menorca Basquet (1998-1999)
- Centro Natación Helios (1999-2000)
- Club Baloncesto Plasencia (2000-2001)
- Bàsquet Manresa (2001-2004)
- CAI Zaragoza (2004-2005)
- Club Baloncesto Plasencia (2006-2007)
- CB Sevilla (2006-2007)
- Saski Baskonia (2006-2007)
- CB Sevilla (2007-2008)
- CB El Olivar (2009-2011)